# Rozchodnik błękitny
Rozchodnik błękitny (Sedum caeruleum) – gatunek bylin należących do rodziny gruboszowatych.